# Jakiszki (rejon rakiszecki)
Jakiszki (lit. Jakiškiai) – wieś na Litwie, na Wileńszczyźnie, w rejonie rakiszeckim w okręgu poniewieskim, przy mieście Rakiszki.